# Liste des massacres à Chypre
La liste suivante présente les massacres qui ont eu lieu à Chypre :
| Nom                                          | Date                | Lieu                         | Morts                                        | Auteurs                                        | Notes |
| -------------------------------------------- | ------------------- | ---------------------------- | -------------------------------------------- | ---------------------------------------------- | --- |
| Massacre des Grecs par les Juifs             | 117 ap. J.C.        | principalement Salamine      | 240 000                                      | Révoltés juifs                                 | Après la révolte, des lois sont créées interdisant à tout Juif de vivre sur l'île. |
| Massacre à Lefkara                           | 1570                | Lefkara                      | 400                                          | Armée vénitienne                               | contre les Chypriotes du village, |
| Massacre de Nicosie                          | 9 septembre 1570    | Nicosie                      | 20 000                                       | Armée ottomane                                 | La ville est pillée après sa chute aux mains des Ottomans, le chiffre est une estimation des morts. |
| Massacre du 9 juillet des Chypriotes grecs   | 9 juillet 1821      | Nicosie                      | 486                                          | Armée ottomane                                 | Des centaines de Chypriotes grecs éminents, dont l'archevêque Kyprianos, sont exécutés par les Ottomans pendant les massacres de la guerre d'indépendance grecque. |
| Massacre de civils chypriotes grecs désarmés | 12 juin 1958        | Kioneli                      | 8                                            | Civils chypriotes turcs                        | Le 12 juin 1958, huit Chypriotes grecs d'un groupe armé de trente-cinq sont tués par des Chypriotes turcs locaux, près du village de Geunyeli, après avoir été ordonnés de retourner à leur village de Kondemenos, suspectés de préparer une attaque contre le quartier turc de Skylloura. Partie de la Violence intercommunautaire chypriote |
| Massacre du monastère                        | 1er janvier 1964    | Mosfiloti                    | 3                                            | Turcs de Chypre                                | Les Turcs attaquent un monastère massacrant trois moines grecs non armés avec des fusils de chasse et en blessant quatre autres. |
| Massacre à Limassol                          | 13 février 1964     | Limassol                     | 16                                           | Chypriotes grecs                               | Les Grecs et les Chypriotes grecs utilisent des chars pour attaquer et massacrer le quartier chypriote turc de Limassol, tuant 16 personnes et en blessant 35. |
| Noël sanglant                                | 21–31 décembre 1963 | Nicosie                      | 364 Chypriotes turcs et 174 Chypriotes grecs | Chypriotes grecs et Chypriotes turcs           | Des irréguliers chypriotes grecs commettent un massacre à Omorphita, tuant des femmes et des enfants chypriotes turcs sans discrimination,. 25 000 Chypriotes turcs fuient et sont déplacés dans des enclaves. Des milliers de maisons chypriotes turques sont saccagées ou détruites, 364 Chypriotes turcs et 174 Chypriotes grecs sont tués au total, Environ 1 200 Arméniens et 500 Chypriotes grecs sont également déplacés en conséquence,. |
| Massacre à Famagouste                        | 12 mai 1964         | Famagouste                   | 17                                           | Milice chypriote grecque                       | L'événement a lieu en représailles à la mort de 2 soldats chypriotes et 1 policier dans la ville le 11 mai,. |
| Massacre à Akrotiri et Dhekelia              | 13 mai 1964         | Akrotiri et Dhekelia         | 11                                           | Forces de police chypriotes grecques et civils | Le massacre est commis en représailles à la mort de 2 soldats chypriotes et 1 policier à Famagouste le 11 mai,. |
| Massacre à Alaminos                          | 20 juillet 1974     | Alaminós                     | 13 ou 14,                                    | Milice chypriote grecque                       | 183 Chypriotes turcs et 350 Chypriotes grecs vivent en ville avant le massacre. Partie de l'invasion turque de Chypre |
| Massacre à Sysklipos                         | 3 août 1974         | Sysklipos                    | 14                                           | Milice chypriote turque et armée turque        | 14 Chypriotes grecs sont tués dans une maison et leurs corps sont enterrés dans une fosse commune le 3 août, et ceux qui restent dans le village disparaissent le 26 août, ils sont toujours portés disparus. Partie de l'invasion turque de Chypre |
| Massacre de Maratha, Santalaris et Aloda     | 14 août 1974        | Maratha, Santalaris et Aloda | 126                                          | EOKA B                                         | Presque tous les habitants chypriotes turcs des villages sont tués et leurs corps sont mutilés. Partie de l'invasion turque de Chypre |
| Massacre de Tochni                           | 14 août 1974        | Tóchni                       | 84                                           | EOKA B                                         | EOKA B prend 85 otages du village de Tochni et du village voisin de Zygi, principalement des hommes et des garçons mineurs de 13 ans, les emmène au village de Palodia pour les exécuter avec des armes automatiques. L'un d'eux parvient à s'échapper,. Partie de l'invasion turque de Chypre |
| Massacre à Prastio                           | 16 août 1974        | Prastio, Famagouste          | 8                                            | Armée turque                                   | Exécution de huit civils faits prisonniers par les soldats turcs. Partie de l'invasion turque de Chypre. Partie de l'invasion turque de Chypre |
| Massacres des habitants d'Asha               | août 1974           | Asha et Sinta                | 83-84                                        | Armée turque                                   | 17-18 hommes sont emmenés à Sinta comme prisonniers de guerre et sont abattus là-bas. D'autres villageois sont déportés dans deux bus et sont abattus sur le chemin du retour du poste de police de Nicosie. Le nombre total de disparus du village est donné comme 83-84. Partie de l'invasion turque de Chypre,. |
| Massacre à Eptakomi                          | août 1974           | Eptakomi                     | 12                                           | Armée turque et milices                        | 12 Chypriotes grecs sont exécutés alors que leurs mains sont liées et leurs corps sont retrouvés dans une fosse commune. Partie de l'invasion turque de Chypre. |
| Massacre à Angolemi                          | août 1974           | Angolemi                     | 5                                            | Milice chypriote grecque                       | Une famille de trois personnes (père, mère et fille adolescente) et deux hommes sont tués. Partie de l'invasion turque de Chypre |